# Barasso
Barasso är en ort och kommun i provinsen Varese i regionen Lombardiet i Italien. Kommunen hade 1 715 invånare (2018).